# Småögd rocka
Småögd rocka (Raja microocellata) är en broskfisk tillhörande familjen egentliga rockor som finns i östra Atlanten.  

## Utseende
Den småögda rockan har en rombformad kropp med svagt spetsig nos, speciellt hos honan, en ovansida med gråaktig, olivgrön eller ljusbrun grundfärg och ljusa band och fläckar, samt en vit undersida. Arten har hudtänder på ryggsidan och hos vuxna fiskar även på buken. Längs stjärten löper en rad av krokiga taggar hos hanen; honan har tre rader, som dessutom är kraftigare än hos hanen. Stjärten har svaga elektriska organ, som man förmodar används vid kommunikationen mellan individerna, Ögonen är påtagligt små. Hanen kan bli upp till 80 cm lång, honan 86 cm. Största uppmätta vikt är 4,5 kg.

## Vanor
Arten är en bottenfisk som föredrar sandbottnar på ett djup ner till 100 m. Födan består framför allt av benfiskar och kräftdjur hos de vuxna fiskarna, medan ungfiskarna främst tar mindre kräftdjur som räkor och märlkräftor.

### Fortplantning
Den småögda rockan blir könsmogen vid en längd av omkring 58 cm. Likt de flesta rockor har arten en regelrätt parning med omfamning, varefter honan lägger avlånga äggkapslar med en längd av 6.5 till 10 cm, och en bredd på 4 till 6,3 cm på sandiga eller dyiga bottnar. Mellan 54 och 61 äggkapslar läggs per år. Ynglen är omkring 10 cm vid kläckningen.

## Utbredning
Arten finns framför allt längs nordöstra Atlantens kuster från Brittiska öarna till Marocko och Västsahara. Den förekommer inte i Nordsjön eller Medelhavet.

## Status
Den småögda rockan har klassats som nära hotad ("NT") av IUCN, och populationen miskar. Det främsta hotet är trålning och nätfiske i dess utbredningsområde, kombinerat med dess relativt begränsade kärnområde och sparsamma förekomst.